# Покрвеник (Ресен)
Покрвеник (мкд. Покрвеник) је насеље у Северној Македонији, у јужном делу државе. Покрвеник припада општини Ресан.

## Географија
Насеље Покрвеник је смештено у југозападном делу Северне Македоније. Од најближег већег града, Битоља, насеље је удаљено 45 km западно, а од општинског средишта 12 јужно.
Покрвеник се налази у области Горње Преспе, области око западне и северне обале Преспанског језера. Насеље је смештено на северозападној обали Преспанског језера. Западно од насеља се издиже планина Галичица, а источно се пружа пријезерско поље. Надморска висина насеља је приближно 860 метара.
Клима у насељу је планинска због знатне надморске висине.

## Становништво
Покрвеник је према последњем попису из 2002. године имао 65 становника. 
Већину становништва чине етнички Македонци (100%).
Већинска вероисповест је православље.